# Chery QQ
El Chery QQ, es un automóvil del Segmento A producido por el fabricante chino Chery desde el año 2002. El nombre código del Fabricante para este automóvil es S11 o Sweet. Es fabricado exclusivamente con una carrocería hatchback de cuatro puertas, más maletero tipo compuerta, conocida en algunos países como carrocería cinco puertas. Es el modelo más comercializado en la historia de la marca Chery.
Este automóvil tiene varios nombres de acuerdo al país donde se ha comercializado, pero es comúnmente conocido solo por QQ.
De este automóvil no se lanzó una versión sedán o vehículo de cuatro puertas: el llamado Chery QQ6, con el cual no debe asociarse, es un vehículo diferente producido para otro segmento del mercado.

## Versiones
Las motorizaciones del Chery IQ cumplen con la norma de emisiones EURO IV y ambas funcionan con gasolina de 93 octanos, para así obtener el mejor rendimiento gracias a una relación de compresión óptima. El Chery QQ está disponible con varios motores, todos a gasolina (desde 0,8 litros hasta 1,1 litros) que cumplen varias regulaciones de los mercados Asiático, Europeo y Americano.
La motorización de 800 centímetros cúbicos es capaz de desarrollar 53 HP a 6.000 RPM y un par motor de 70 DM a 3.750 RPM. Por su parte la versión de 1.1 litros desarrolla 69 HP a 6.000 RPM y genera un par motor de 90 DM a 3.750 RPM. Ambos modelos poseen transmisión mecánica de cinco velocidades y tracción delantera.
Algunos de los motores y sus características resaltantes son:
- Motor 0,8 litros de 03 cilindros con 12 válvulas:

0.8 L 372100410 I3 DOHC 12v — 38 kW a 6000 rpm, 70 N·m a 3500 rpm
- Motor 1,1 litros de 04 cilindros con 8 válvulas:

1.1 L 465Q1A2D1000980 I4 SOHC 8v — 45 kW a 6000 rpm, 80 N·m a 3500 rpm
- Motor 1,1 litros de 04 cilindros con 16 válvulas:

1.1 L SQR472F I4 DOHC 16v — 50 kW a 6000 rpm, 90 N·m a 3500 rpm
En términos de seguridad activa ambas versiones del Chery IQ poseen suspensión independiente tipo McPherson con barra estabilizadora, en el eje delantero y de eje rígido con resortes espirales en el tren trasero, a lo que se suman llantas de aleación aro 13’’ con neumáticos 155/65. Ambas versiones de IQ también cuentan con frenos de discos con pinza flotante en el tren delantero y tambor con zapata en la parte posterior.
En términos de seguridad pasiva ambas versiones del IQ cuentan con apoyacabezas en todas las plazas, barras laterales al interior de la carrocería de la puerta. Carrocería con zona de deformación programada, cinturones delanteros y traseros de tres puntos, columna de dirección colapsable, habitáculo indeformable y parachoques con sistema de absorción de impactos. Además, para la seguridad del vehículo la versión 1.1 litros cuenta con cierre central con comando a distancia y alarma luminosa contra robo con bloqueo del motor. Además, en algunos países cuenta con doble airbag y frenos ABS.

## Seguridad
El QQ, en su versión latinoamericana más básica recibió una calificación de 0 estrellas para adultos y 0 estrellas para niños de Latin NCAP en 2015 (protocolo obsoleto).